# Swing Fever (album)
Swing Fever è il trentatreesimo album in studio del cantautore britannico Rod Stewart, realizzato in collaborazione con il compositore Jools Holland e pubblicato nel febbraio del 2024.
L'album contiene tredici cover di altrettanti brani della tradizione musicale Big band.

## Tracce
1. Lullaby of Broadway – 5:02
2. Oh Marie – 2:33
3. Sentimental Journey – 2:54
4. Pennies from Heaven – 2:58
5. Night Train – 2:56
6. Love Is the Sweetest Thing – 2:55
7. Them There Eyes – 2:24
8. Good Rocking Tonight – 2:50
9. Ain't Misbehavin' – 2:26
10. Frankie and Johnny – 3:02
11. Walkin' My Baby Back Home – 2:18
12. Almost Like Being in Love – 2:39
13. Tennessee Waltz – 3:20